# Anacardium humile
Anacardium humile är en sumakväxtart som beskrevs av St.-hil.. Anacardium humile ingår i släktet cashewsläktet, och familjen sumakväxter. Inga underarter finns listade i Catalogue of Life.